# Ewa Szpunar-Krok
Ewa Katarzyna Szpunar-Krok (ur. 1963) – polska agronomka, profesor nauk rolniczych, profesor uczelni Instytutu Nauk Rolniczych, Ochrony i Kształtowania Środowiska, Kolegium Nauk Przyrodniczych Uniwersytetu Rzeszowskiego.

## Życiorys
W 1987 uzyskała tytuł magistra inżyniera ekonomiki produkcji i obrotu rolnego na Akademia Rolnicza w Krakowie, Wydział w Rzeszowie. 29 września 1999 obroniła na Akademii Rolniczej w Krakowie pracę doktorską Badania nad doborem traw i motylkowatych do uprawy w mieszankach dwuskładnikowych oraz ocena ich wartości gospodarczej. 7 marca 2013 habilitowała się na Uniwersytecie Warmińsko-Mazurski w Olsztynie na podstawie pracy zatytułowanej Produkcyjne i ekonomiczne efekty wybranych technologii produkcji nasion roślin strączkowych w siewie czystym i ich mieszanek ze zbożami. W 2024 otrzymała tytuł profesora nauk rolniczych.
Została zatrudniona na stanowisku adiunktki w Katedrze Produkcji Roślinnej na Wydziale Biologicznym i Rolniczym Uniwersytetu Rzeszowskiego.
Jest profesorką uczelni w Instytucie Nauk Rolniczych, Ochrony i Kształtowania Środowiska, Kolegium Nauk Przyrodniczych Uniwersytetu Rzeszowskiego.